# Manovra (ferrovia)
Il termine manovra definisce, nel lessico regolamentare delle ferrovie, qualsiasi spostamento di rotabili ferroviari con o senza locomotive effettuato a velocità moderata e nell'ambito di località di servizio come stazioni ferroviarie, scali di smistamento, posti di movimento o raccordi industriali.

## Caratteristiche
I movimenti di rotabili definiti manovra possono essere di tipo semplice o molto complessi; vengono definiti manovra anche i movimenti di una locomotiva che si sposta da un binario di attesa alla testa del treno che dovrà trainare o di quella che si distacca dai veicoli in arrivo per andare in stazionamento o in deposito locomotive. La manovra della locomotiva di un treno, in una stazione intermedia del suo percorso, può anche essere fatta per aggiungere o per togliere un certo numero di veicoli in partenza o giunti a destinazione.
La manovra può anche essere di smistamento del materiale giunto a destinazione che deve essere diviso in gruppi su appositi binari differenti per il carico/scarico o per la prosecuzione con altro treno. La manovra di smistamento a volte è molto impegnativa se il treno è composto di molti veicoli e comporta un elevato numero di movimenti avanti e indietro con spostamento su vari binari differenti. Un tempo queste manovre erano appannaggio di tutti i treni misti, omnibus e raccoglitori e si svolgevano su molte stazioni lungo il relativo percorso. In seguito, per ragioni di economia, si preferisce concentrare tali tipi di manovra nei grandi scali di smistamento e fare eseguire il lavoro alle locomotive da manovra.
Le operazioni di manovra ferroviaria sono definite shunting nei paesi anglosassoni. Negli Stati Uniti d'America tale operazione è definita di switching.
Secondo i regolamenti delle ferrovie tedesche, manovra (in tedesco Rangieren) è qualunque movimento di veicoli in ambito ferroviario che non sia la condotta (guida) di un treno.
Secondo i regolamenti delle ferrovie svizzere è manovra il movimento di veicoli nelle stazioni, nelle officine, nei depositi locomotive.

## La manovra secondo i regolamenti in vigore nelle ferrovie italiane
Sull'infrastruttura ferroviaria nazionale italiana, lo spostamento di veicoli in manovra è quello che si svolge nell'ambito protetto di ciascuna stazione ferroviaria, intendendo con questo termine lo spazio compreso tra i picchetti limite di manovra. Tali picchetti infatti segnalano un punto, posto prima di ogni segnale di protezione della stazione, (dal lato interno alla stazione stessa), calcolato come limite di sicurezza per gli spostamenti di manovra. La manovra richiederà che il segnale di protezione sia disposto a via impedita fino al termine dei movimenti stessi. In via eccezionale la manovra può oltrepassare tali picchetti ma in tal caso il Dirigente Movimento della stazione dovrà provvedere a far trattenere i treni dalla stazione limitrofa a mezzo di un'interruzione tecnica e la colonna in manovra dovrà essere preceduta da un agente a terra, a 200 m di distanza e munito di bandiera o lanterna rossa.